# تايرون روبرتس
تايرون روبرتس (بالإنجليزية: Tyrone Roberts)‏ هو لاعب دوري الرغبي أسترالي، ولد في 1 يونيو 1991 في جرافتون في أستراليا.

## روابط خارجية
- تايرون روبرتس على موقع ItsRugby.co.uk (الإنجليزية)